# Джорджина Бардач
Джорджина Бардач Мартін (ісп. Georgina Bardach Martin; 18 серпня 1983, Кордова, Аргентина) — аргентинська плавчиня, бронзова медалістка літніх Олімпійських ігор 2004 року на 400-метрівці комплексним плаванням. Чемпіонка Панамериканських ігор 2007 року.

## Життєпис
Вже у 17 років Джорджина Бардач дебютувала у складі збірної Аргентини на літніх Олімпійських іграх 2000 року в Сіднеї. Джорджина виступила лише на дистанції 400 метрів комплексним плаванням і посіла там 21-ше місце. 2002 року Бардач на чемпіонаті світу на короткій воді в Москві завоювала «бронзу» на 400-метрівці комплексним плаванням. На цій же дистанції аргентинська спортсменка рік по тому змогла стати чемпіонкою Панамериканських ігор.
На літніх Олімпійських іграх 2004 року Бардач вже в перший день плавального турніру, на своїй коронній 400-метрівці комплексним плаванням, досить несподівано змогла посісти 3-тє місце і завоювати бронзову медаль Олімпійських ігор. На вдвічі коротшій дистанції аргентинська спортсменка не змогла вийти у фінал, показавши тринадцятий час у півфінальних запливах. 2007 року Бардач завоювала свою чергову медаль на Панамериканських іграх, вигравши бронзову медаль на 400-метрівці комплексом.
Літні Олімпійські ігри 2008 в Пекіні склалися для аргентинської плавчині вкрай невдало. На 200-метрівці комплексним плаванням Бардач посіла 37-ме місце, а на 400-метрівці показала лише 36-й результат.